# Égliseneuve-près-Billom
Égliseneuve-près-Billom ist eine französische Gemeinde mit 894 Einwohnern (Stand: 1. Januar 2022) im Département Puy-de-Dôme in der Region Auvergne-Rhône-Alpes (vor 2016 Auvergne). Égliseneuve-près-Billom gehört zum Arrondissement Clermont-Ferrand und zum Kanton Billom. Die Einwohner werden Égliseneuvois genannt.

## Lage
Égliseneuve-près-Billom liegt etwa 24 Kilometer ostsüdöstlich von Clermont-Ferrand in der Limagne. Umgeben wird Égliseneuve-près-Billom von den Nachbargemeinden Glaine-Montaigut im Norden, Bongheat im Osten, Mauzun im Osten und Südosten, Fayet-le-Château im Süden, Montmorin im Westen und Südwesten sowie Billom im Westen und Nordwesten.

## Weblinks

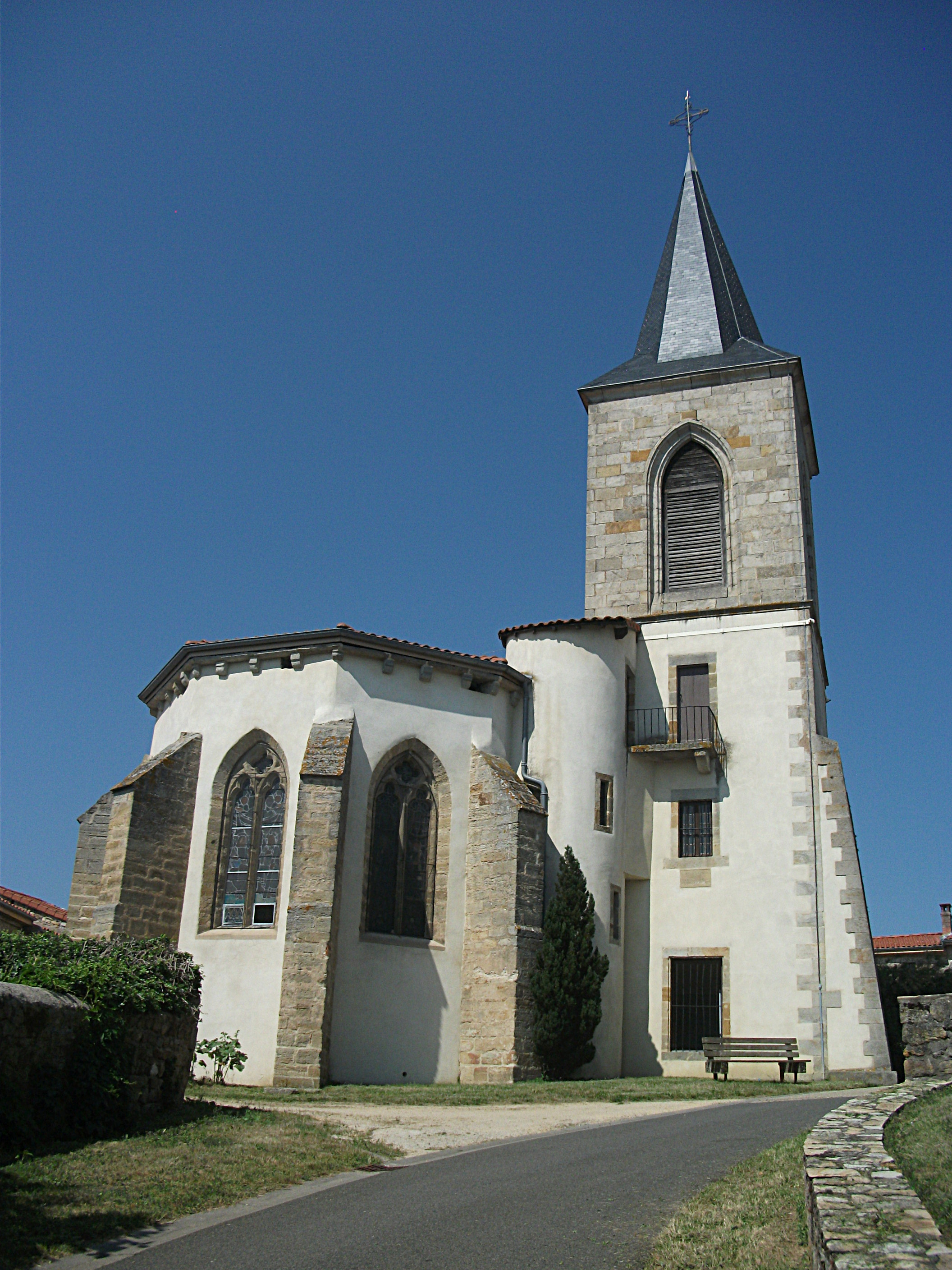
Kirche Saint-Ferréoö

## Bevölkerungsentwicklung
| Jahr                       | 1962 | 1968 | 1975 | 1982 | 1990 | 1999 | 2006 | 2013 |
| Einwohner                  | 493  | 442  | 409  | 439  | 625  | 681  | 812  | 820  |
| Quellen: Cassini und INSEE |      |      |      |      |      |      |      |      |

## Sehenswürdigkeiten
- Kirche Saint-Ferréol